# Yanceyville (Carolina del Norte)
Yanceyville es un pueblo ubicado en el condado de Caswell en el estado estadounidense de Carolina del Norte. Es sede del condado de Caswell. La localidad en el año 2000, tenía una población de 2.091 habitantes en una superficie de 12.1 km², con una densidad poblacional de 609.8 personas por km².

## Geografía
Yanceyville se encuentra ubicado en las coordenadas 36°24′25″N 79°20′30″O / 36.40694, -79.34167. Según la Oficina del Censo, la localidad tiene un área total de 12,1 km² (4,7 mi²), de la cual 12 km² (4,6 mi²) es tierra y 0,1 km² (0 mi²) (0.84%) es agua.

### Localidades adyacentes
El siguiente diagrama muestra a las localidades en un radio de 32 kilómetros (19,9 mi) de Yanceyville.

## Demografía
En el 2000 la renta per cápita promedia del hogar era de $20.353, y el ingreso promedio para una familia era de $26.417. El ingreso per cápita para la localidad era de $16.956. En 2000 los hombres tenían un ingreso per cápita de $24.632 contra $20.398 para las mujeres. Alrededor del 27.70% de la población estaba bajo el umbral de pobreza nacional.